# Drosophila coonorensis
Drosophila coonorensis este o specie de muște din genul Drosophila, familia Drosophilidae, descrisă de C. Adinarayana Reddy și Krishnamurthy în anul 1973. Conform Catalogue of Life specia Drosophila coonorensis nu are subspecii cunoscute.